# I'm Alive (Tommy James and the Shondells)
I'm Alive is een popsong van de Amerikaanse groep Tommy James and the Shondells uit 1968. In 2011 werd de uitvoering van de Britse popzanger Don Fardon – oorspronkelijk uit 1969 – alsnog een hit dankzij het gebruik van het nummer in een Vodafone-reclamespot.

## Tommy James & The Shondells
I'm Alive werd in 1968 geschreven door Tommy James en Peter Lucia Jr., de drummer van The Shondells (overleden in 1987). De groep was op dat moment al bekend van hits als Mony Mony, Crimson and Clover en Hanky Panky.
I'm Alive verscheen als B-kant van de single Crystal Blue Persuasion die in de zomer van 1969 de tweede plaats bereikte van de Billboard Hot 100.  Ook verscheen het nummer op de lp Crimson and Clover.
Hoewel het nummer slechts een B-kantje was, werd het al snel opgepikt door andere artiesten. De Amerikaanse garagerockzanger Johnny Thunder maakte een rauwe versie van het nummer die model zou staan voor latere covers (het origineel van Tommy James & The Shondells zat qua geluid en sfeer meer in de hoek van psychedelische pop). Thunders versie werd een lokale hit in enkele Amerikaanse steden in 1969.

## Don Fardon
In hetzelfde jaar nam de Britse pop/soulzanger Don Fardon een eigen versie op van het nummer, die slechts een bescheiden hit werd in enkele Europese landen. In Nederland bereikte zijn versie de hitlijsten niet. Pas vele jaren later, in 2011, kwam deze uitvoering in de belangstelling dankzij een reclamespot van Vodafone die in de winter van 2010-2011 op de Nederlandse televisie te zien was. I'm Alive was in de commercial te horen. De Nederlandse platenmaatschappij BR Music, die de rechten van het nummer in eigendom heeft, besloot het nummer op single uit te brengen. In maart 2011 bereikte deze single de Nederlandse Single Top 100 en de Nederlandse Top 40, 42 jaar na de oorspronkelijke release en 40 jaar na Fardons enige andere top 40-hit, Indian Reservation.

### Hitnoteringen

#### Nederlandse Top 40
| Hitnotering: 19-03-2011 t/m 30-04-2011 | Hitnotering: 19-03-2011 t/m 30-04-2011 | Hitnotering: 19-03-2011 t/m 30-04-2011 | Hitnotering: 19-03-2011 t/m 30-04-2011 | Hitnotering: 19-03-2011 t/m 30-04-2011 | Hitnotering: 19-03-2011 t/m 30-04-2011 | Hitnotering: 19-03-2011 t/m 30-04-2011 | Hitnotering: 19-03-2011 t/m 30-04-2011 | Hitnotering: 19-03-2011 t/m 30-04-2011 |
| Week:                                  | 1                                      | 2                                      | 3                                      | 4                                      | 5                                      | 6                                      | 7                                      |                                        |
| -------------------------------------- | -------------------------------------- | -------------------------------------- | -------------------------------------- | -------------------------------------- | -------------------------------------- | -------------------------------------- | -------------------------------------- | -------------------------------------- |
| Positie:                               | 29                                     | 28                                     | 27                                     | 22                                     | 20                                     | 28                                     | 36                                     | uit                                    |

#### NederlandseSingle Top 100
| Hitnotering: 05-03-2011 t/m 07-05-2011 | Hitnotering: 05-03-2011 t/m 07-05-2011 | Hitnotering: 05-03-2011 t/m 07-05-2011 | Hitnotering: 05-03-2011 t/m 07-05-2011 | Hitnotering: 05-03-2011 t/m 07-05-2011 | Hitnotering: 05-03-2011 t/m 07-05-2011 | Hitnotering: 05-03-2011 t/m 07-05-2011 | Hitnotering: 05-03-2011 t/m 07-05-2011 | Hitnotering: 05-03-2011 t/m 07-05-2011 | Hitnotering: 05-03-2011 t/m 07-05-2011 | Hitnotering: 05-03-2011 t/m 07-05-2011 | Hitnotering: 05-03-2011 t/m 07-05-2011 |
| Week:                                  | 1                                      | 2                                      | 3                                      | 4                                      | 5                                      | 6                                      | 7                                      | 8                                      | 9                                      | 10                                     |                                        |
| -------------------------------------- | -------------------------------------- | -------------------------------------- | -------------------------------------- | -------------------------------------- | -------------------------------------- | -------------------------------------- | -------------------------------------- | -------------------------------------- | -------------------------------------- | -------------------------------------- | -------------------------------------- |
| Positie:                               | 20                                     | 12                                     | 32                                     | 41                                     | 46                                     | 52                                     | 45                                     | 68                                     | 73                                     | 85                                     | uit                                    |

## Andere covers
I'm Alive is in de jaren 60 en 70 door veel Britse en Amerikaanse artiesten gecoverd, maar geen van deze versies werden grote hits. Begin jaren 70 nam Claude François een versie op in het Frans onder de titel ‘Un homme libre’ wat in Frankrijk de hitparades haalde.  In 2008 nam Tom Jones het nummer op voor zijn album 24 Hours. In 2010 werd het intro van de versie van Johnny Thunder gebruikt als sample in het nummer In Tha Park van de Amerikaanse rapper Ghostface Killah, afkomstig van het album Apollo Kids.